# Xenodorella mira
Xenodorella mira är en tvåvingeart som beskrevs av Munro 1967. Xenodorella mira ingår i släktet Xenodorella och familjen borrflugor.
Artens utbredningsområde är Namibia. Inga underarter finns listade i Catalogue of Life.